# Dirck Barendsz.
Dirck Barendsz. (Barendszoon) (ur. 1534 w Amsterdamie, zm. 1592 tamże) – niderlandzki malarz.

## Życiorys
Był synem portrecisty Barenda Dirckszoona, u którego pobierał pierwsze lekcje malarstwa. W latach 1555–1562 odbył podróż do Włoch, do Rzymu i Wenecji, gdzie pobierał nauki w pracowni Tycjana. W 1562 roku powrócił do Amsterdamu, poślubił Agnies Florisdr. z którą miał co najmniej ośmioro dzieci. Uznawany był za wykształconego humanistę; uprawiał muzykę, biegle znał łacinę, był znawcą literatury. Przyjaźnił się z poetami Philipsem Marnixem i Dominicusem Lampsoniusem.
Dirck Barendsz. malował głównie portrety jednostkowe i zbiorowe w stylu mistrzów weneckich oraz sceny biblijne. Potwierdzono archiwalnie sześćdziesiąt trzy dzieła jego autorstwa, z czego zachowało się jedynie siedem obrazów.

## Obrazy w kolekcji Amsterdam Museum
- Portret strzelców roty G gildii św. Jerzego, 1562[2],
- Portret strzelców roty L gildii Klowenierów, 1566[3],
- Portret strzelców roty A gildii Klowenierów, 1588[4],
- Portret strzelców pododdziału kpt. Reynsta Pietersza i chorążego Claesa Claesza Kruysa, 1534–1592[5],
- Portret Adriaena R.L.M. Cromhout, 1579[6],
- Portret Jana Jacobsza, 1575–1580[7]
- Portret Joosta Sijbrantsza Buycka, 1505–1588[8].